# Futbol Club Badalona Women
El FC Badalona Women, anteriorment Futbol Club Llevant Badalona, és un club de futbol femení de la ciutat de Badalona.
El club va ser fundat l'any 1983 amb el nom Futbol Club Llevant Les Planes, a la ciutat de Sant Joan Despí, amb equips masculins i femenins. El primer equip femení va arribar a competir dues temporades seguides a la màxima categoria, del 2012 al 2014, tornant novament a aconseguir l'ascens la temporada 2021-22.
La temporada 2023-24 va ser ben complicada en l'àmbit econòmic, amb dificultats per pagar algunes nòmines i el lloguer de la instal·lació, a més dels problemes esportius que van fer que l'equip no assolís la permanència fins a la darrera jornada. Tot això va propiciar que l'estiu de 2024 s'arribés a un acord amb el Club de Futbol Badalona i l'Ajuntament de la ciutat per tal que l'equip femení es traslladés a la ciutat de Badalona, canviant el nom per l'actual FC Llevant Badalona i passant a disputar els seus partits com a local a l'Estadi Municipal de Badalona. A més, els equips formatius femenins del Badalona passen a estar gestionats per aquest nou club.
El 2025 el club canvia de nom i passa a anomenar-se FC Badalona Women.

## Símbols

### Uniforme
L'uniforme consta de samarreta blava, pantaló blau i calces del mateix color.
- Uniforme titular: Samarreta blava, pantaló blau, calces blaves.
- Uniforme alternatiu: -

#### Patrocinadors i proveïdors d'equipació
| Període | Proveïdor | Patrocinador |
| ------- | --------- | ------------ |
| 2024–   | Hummel    |              |

Escut
L'escut és una adaptació de l'escut del Llevant les Planes al qual se li han inclòs elements de l’escut de la seva nova ciutat i al qual se li ha canviat el color cap al blau violeta.

## Classificacions

### Lliga
- 2024-25: 13é

### Copa de la Reina
- 2024-25:-

## Estadi
Juguen els seus partits com a local a l'Estadi Municipal de Badalona situat al barri de Montigalà i que té capacitat per 4.170 espectadors.
Durant la temporada 2025-26 jugarà els seus partits com a local a l'estadi del Palamós.

## Dades del club
- Temporades a Primera Categoria (1): 2024

## Jugadores i cos tècnic

### Plantilla 2024-2025
| N. | Pos. | Nac. | Jugador                |
| -- | ---- | --- | ---------------------- |
| 1  | POR  | [[Fitxer:Flag of Spain.svg\|23x15px\|border \|alt=Espanya\|link=Selecció de futbol d'Espanya\|{{#if:\|]]            | Maria López Valenzuela |
| 2  | MIG  | [[Fitxer:Flag of Spain.svg\|23x15px\|border \|alt=Espanya\|link=Selecció de futbol d'Espanya\|{{#if:\|]]            | Núria Garrote          |
| 3  | DEF  | [[Fitxer:Flag of Spain.svg\|23x15px\|border \|alt=Espanya\|link=Selecció de futbol d'Espanya\|{{#if:\|]]            | Berta Pujadas          |
| 4  | DEF  | [[Fitxer:Flag of Spain.svg\|23x15px\|border \|alt=Espanya\|link=Selecció de futbol d'Espanya\|{{#if:\|]]            | Sónia Garcia           |
| 5  | DEF  | [[Fitxer:Flag of Spain.svg\|23x15px\|border \|alt=Espanya\|link=Selecció de futbol d'Espanya\|{{#if:\|]]            | Melanie Serrano        |
| 6  | MIG  | [[Fitxer:Flag of Spain.svg\|23x15px\|border \|alt=Espanya\|link=Selecció de futbol d'Espanya\|{{#if:\|]]            | Maria Llompart         |
| 7  | DAV  | [[Fitxer:Flag of Spain.svg\|23x15px\|border \|alt=Espanya\|link=Selecció de futbol d'Espanya\|{{#if:\|]]            | Irina Uribe            |
| 8  | MIG  | [[Fitxer:Flag of Spain.svg\|23x15px\|border \|alt=Espanya\|link=Selecció de futbol d'Espanya\|{{#if:\|]]            | Laura Martínez         |
| 9  | DAV  | [[Fitxer:Flag of Spain.svg\|23x15px\|border \|alt=Espanya\|link=Selecció de futbol d'Espanya\|{{#if:\|]]            | Macarena Portales      |
| 10 | MIG  | [[Fitxer:Flag of Argentina.svg\|23x15px\|border \|alt=Argentina\|link=Selecció de futbol de l'Argentina\|{{#if:\|]] | Estefanía Banini       |
| 11 | DAV  | [[Fitxer:Flag of Spain.svg\|23x15px\|border \|alt=Espanya\|link=Selecció de futbol d'Espanya\|{{#if:\|]]            | Elena Julve            |

| N. | Pos. | Nac. | Jugador          |
| -- | ---- | --- | ---------------- |
| 13 | POR  | [[Fitxer:Flag of Spain.svg\|23x15px\|border \|alt=Espanya\|link=Selecció de futbol d'Espanya\|{{#if:\|]]                         | Laia García      |
| 14 | DEF  | [[Fitxer:Flag of Spain.svg\|23x15px\|border \|alt=Espanya\|link=Selecció de futbol d'Espanya\|{{#if:\|]]                         | Júlia Mora       |
| 15 | DEF  | [[Fitxer:Flag of South Korea.svg\|23x15px\|border \|alt=Corea del Sud\|link=Selecció de futbol de Corea del Sud\|{{#if:\|]]      | Young-Ju Lee     |
| 16 | DEF  | [[Fitxer:Flag of Spain.svg\|23x15px\|border \|alt=Espanya\|link=Selecció de futbol d'Espanya\|{{#if:\|]]                         | Itziar Pinillos  |
| 17 | MIG  | [[Fitxer:Flag of Morocco.svg\|23x15px\|border \|alt=Marroc\|link=Selecció de futbol del Marroc\|{{#if:\|]]                       | Ghizlane Chebbak |
| 18 | DAV  | [[Fitxer:Flag of Spain.svg\|23x15px\|border \|alt=Espanya\|link=Selecció de futbol d'Espanya\|{{#if:\|]]                         | Pilar Garrote    |
| 19 | DAV  | [[Fitxer:Flag of Côte d'Ivoire.svg\|23x15px\|border \|alt=Costa d'Ivori\|link=Selecció de futbol de la Costa d'Ivori\|{{#if:\|]] | Rebecca Elloh    |
| 20 | DEF  | [[Fitxer:Flag of Spain.svg\|23x15px\|border \|alt=Espanya\|link=Selecció de futbol d'Espanya\|{{#if:\|]]                         | Ana González     |
| 21 | MIG  | [[Fitxer:Flag of Spain.svg\|23x15px\|border \|alt=Espanya\|link=Selecció de futbol d'Espanya\|{{#if:\|]]                         | Cristina Baudet  |
| 22 | DAV  | [[Fitxer:Flag of France (1794–1815, 1830–1974).svg\|23x15px\|border \|alt=França\|link=Selecció de futbol de França\|{{#if:\|]]  | Morgane Nicoli   |
| 23 | DEF  | [[Fitxer:Flag of Spain.svg\|23x15px\|border \|alt=Espanya\|link=Selecció de futbol d'Espanya\|{{#if:\|]]                         | Cristina Cubedo  |
| 25 | POR  | [[Fitxer:Flag of Spain.svg\|23x15px\|border \|alt=Espanya\|link=Selecció de futbol d'Espanya\|{{#if:\|]]                         | Laura Coronado   |

### Cos tècnic 2024-2025
- Entrenador:  Ferran Cabello

## Jugadores destacades
- Estefanía Banini[9]

## Entrenadors
- Ferran Cabello (2024-actualitat)